# Jean-Baptiste du Plessis d'Argentré
Pour les articles homonymes, voir Famille du Plessis d'Argentré.
Jean Baptiste du Plessis d'Argentré, né le 1er novembre 1720, mort à Münster le 24 février 1805, évêque de Sées de 1775 à 1801, lecteur des Enfants de France, aumônier du roi, aussi abbé d’Olivet (1749), Saint-Germain d'Auxerre (1761), Silly-en-Gouffern (1776) et Saint-Aubin d'Angers (1781).

## Origine
Les du Plessis d'Argentré sont une famille d'ancienne noblesse bretonne, admise aux honneurs du Louvre en 1774, qui tire son origine et son nom de la terre du Plessis en Argentré-du-Plessis. Jean-Baptiste naît au château du Plessis, le 1er novembre 1720. Il est le fils de Pierre du Plessis d'Argentré, ancien page de Louis XIV et de Marie-Louise Hindret de Ravenne. Comme son frère Louis Charles, futur évêque de Limoges, il bénéficie de la protection de leur compatriote et parent, Jean-Gilles du Coëtlosquet, évêque de Limoges et futur précepteur de enfants de France.

## Biographie

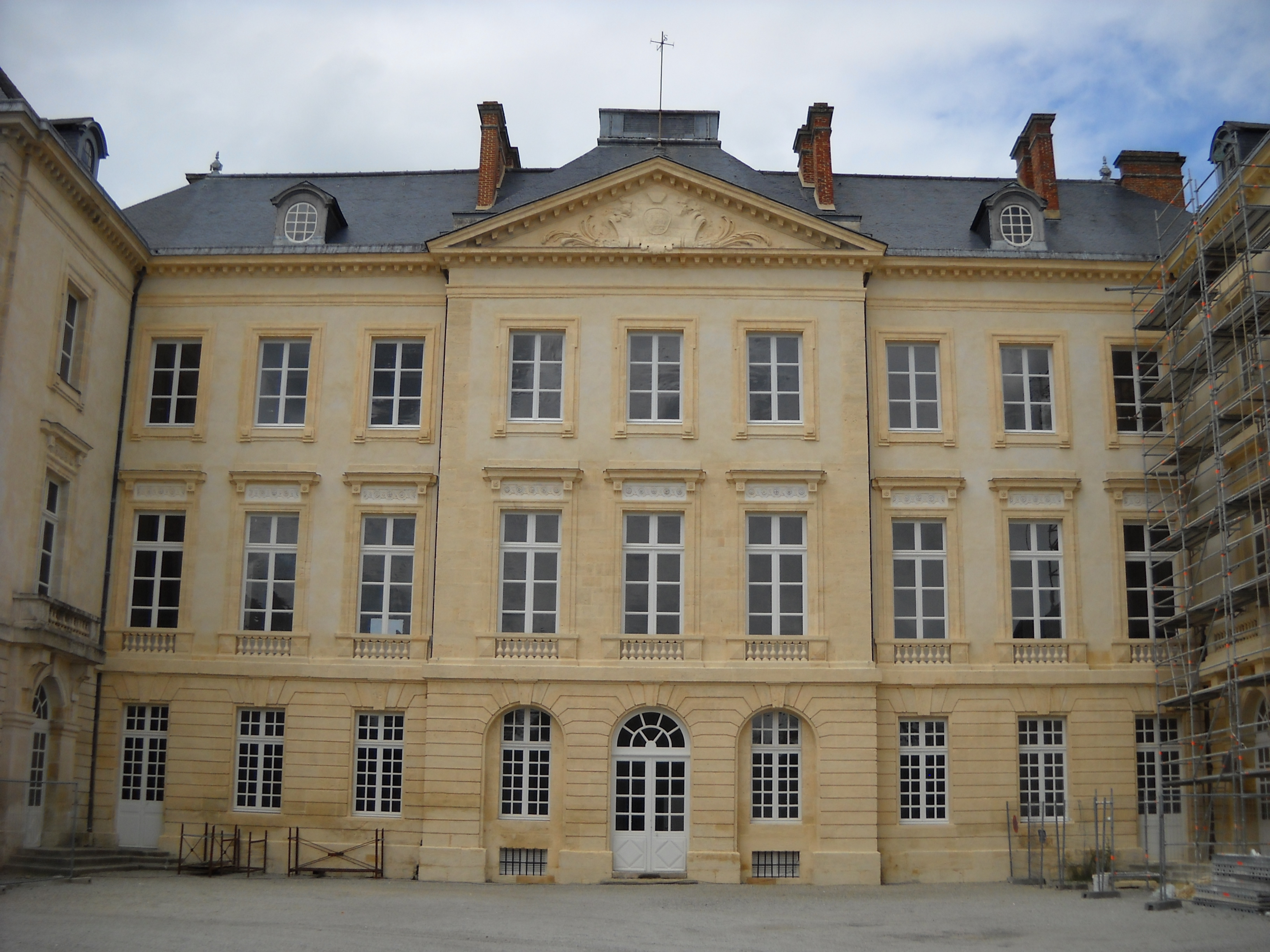
Le palais d'Argentré, ancien palais épiscopal de Sées.

Il commence ses études au collège de Laval, les termine à Paris, au collège du Plessis, fait sa philosophie et sa théologie à Saint-Sulpice de Paris, se fait recevoir licencié en droit, avant d'être choisi pour vicaire général par l'évêque de Limoges, son parent. Il est pourvu de nombreuses commendes notamment la commanderie de Malte de Saint-Junien, l'abbaye d'Olivet dans le diocèse d'Orléans, l'abbaye Saint-Aubin d'Angers et celles de Saint-Martin de Sées et de Saint-Germain d'Auxerre (1761). Il est également commandeur des ordres de Saint-Lazare et du Mont-Carmel. Lecteur des Enfants de France en 1759, puis premier aumônier du comte de Provence, il est nommé abbé commendataire d'Evron par bulles du 2 décembre 1771, et prend possession par procureur le 4 février 1772. Le 12 du même mois, il donne à l'évêque du Mans, Louis-André de Grimaldi pouvoir de disposer des bénéfices de son abbaye. Le 13 octobre 1774, il nomme avec sa nièce la grosse cloche d'Évron. Consacré évêque in partibus de Thagaste (de) le 20 mars 1774, il est nommé à l'évêché de Sées l'année suivante.
C'est à Sées qu'il rencontre le jeune Nicolas-Jacques Conté, qui révèle très jeune son esprit d'invention et son goût pour la mécanique et la peinture : celui-ci dessinant sans autre crayon qu'un charbon de bois et peignant avec des couleurs qu'il fabrique lui-même, trouve dans l'évêque de Séez et la supérieure de l'hôpital de Sées, Mme de Prémesle, des soutiens qui l'encouragent à peindre divers sujets religieux, exécutant ainsi des peintures qui décorent l'église de l'hôpital de Séez.
Il fait bâtir en 1778 par l'architecte Joseph Brousseau le palais d'Argentré, ancien palais épiscopal de Sées.
Pourvu des abbayes de Saint-Germain d'Auxerre et de Saint-Aubin d'Angers, il se démet de celle d'Evron au mois d'août 1782. Il dépense libéralement le revenu de ses riches bénéfices, verse d'abondantes aumônes et fait réaliser des travaux à la cathédrale.

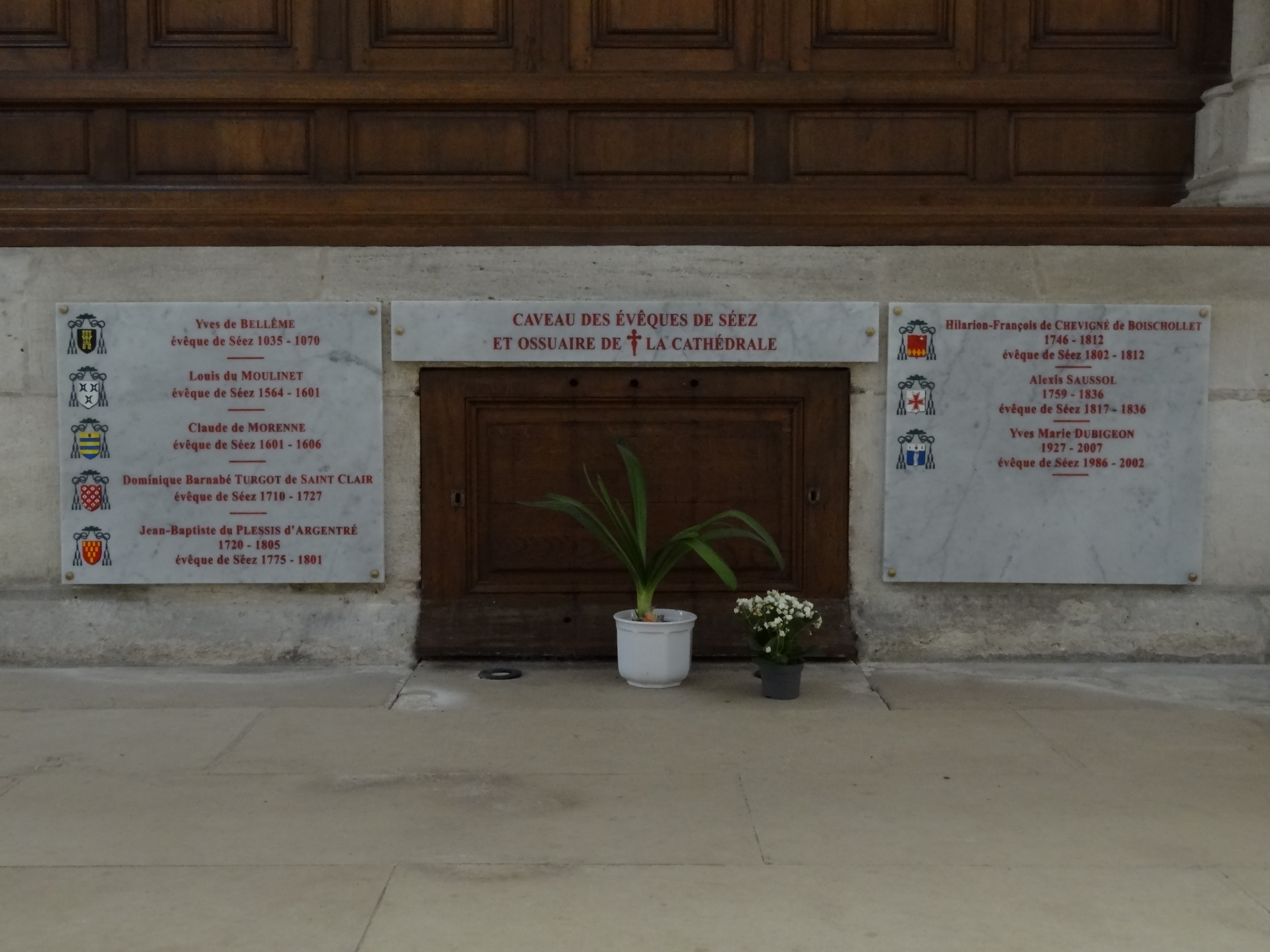
Vue de l'entrée du caveau des évêques de Séez dans la cathédrale Notre-Dame de Sées (Orne).

Fermement opposé à la constitution civile du clergé, il refuse le serment et est remplacé par Jacques André Simon Lefessier, évêque constitutionnel du département de l'Orne. il s'exile d'abord en Angleterre puis à Münster en Westphalie auprès de son frère Louis Charles du Plessis d'Argentré, l'évêque de Limoges. Après la signature du concordat de 1801, il refuse sa démission au pape et revendique la « juridiction » sur le diocèse de Rouen. Le 3 avril 1803, il formule de nouveaux des « réclamations » écrites auprès du Saint-Siège. Il meurt à Münster le 24 février 1805, âgé de 85 ans. Ses restes sont rapatriés à Sées en 1875 et déposés dans le caveau des évêques sous le chœur de la cathédrale de Sées.

## Armes
de gueules à dix billettes d'or posées 4, 3, 2, 1